# Moreia-dragão-do-Atlântico
A moreia-dragão-do-atlântico (Muraena melanotis), é uma espécie de moreia nativa do Atlântico Central e Oriental, essa espécie é muito procurada por aquaristas experientes, por conta de sua coloração branca com riscas amarronzadas escuras, que dá um aspecto ''dragonesto'' para a espécie. Assim como outras espécies de moreias, vive em tocas e fendas de recifes de corais e rochosos, possuindo hábitos noturnos de caça.
Essa espécie é nativa do Atlântico Central e Oriental, sendo encontrada na costa da África, de Cabo Verde para a Namíbia, incluindo São Tomé e Príncipe. A espécie também já foi observada no arquipélago brasileiro de São Pedro e São Paulo, no Atlântico Central e com relatos não confirmados no sul do Caribe, em Trindade e Tobago.